# Kenn, Tyskland
Kenn är en kommun och ort i Landkreis Trier-Saarburg i förbundslandet Rheinland-Pfalz i Tyskland.  Kommunen har cirka 2 900 invånare.
Kommunen ingår i kommunalförbundet Verbandsgemeinde Schweich an der Römischen Weinstraße tillsammans med ytterligare 18 kommuner.